# Troglopedetes
Genre
Troglopedetes est un genre de collemboles de la famille des Lepidocyrtidae.

## Liste des espèces
Selon Checklist of the Collembola of the World (version du 27 août 2019) :
- Troglopedetes absoloni Bonet, 1931
- Troglopedetes caeruleus (Carpenter, 1916)
- Troglopedetes calvus Deharveng & Gers, 1993
- Troglopedetes canis Christiansen, 1957
- Troglopedetes cavernicolus Delamare Deboutteville, 1944
- Troglopedetes centralis Deharveng & Gers, 1993
- Troglopedetes churchillatus Wilson, 1979
- Troglopedetes convergens Deharveng & Gers, 1993
- Troglopedetes cretensis Ellis, 1976
- Troglopedetes dispersus Deharveng & Gers, 1993
- Troglopedetes fredstonei Deharveng, 1988
- Troglopedetes ildumensis Soto-Adames, Jordana & Baquero, 2014
- Troglopedetes jeanneli (Delamare Deboutteville, 1945)
- Troglopedetes leclerci Deharveng, 1990
- Troglopedetes longicornis Deharveng & Gers, 1993
- Troglopedetes machadoi Delamare Deboutteville, 1946
- Troglopedetes maffrei Deharveng & Gers, 1993
- Troglopedetes maungonensis Deharveng & Gers, 1993
- Troglopedetes microps Deharveng & Gers, 1993
- Troglopedetes minor Hüther, 1983
- Troglopedetes multispinosus Deharveng & Gers, 1993
- Troglopedetes orientalis Cassagnau & Delamare Deboutteville, 1955
- Troglopedetes pallidus Absolon, 1907
- Troglopedetes paucisetosus Deharveng & Gers, 1993
- Troglopedetes rasendrans Bhattacharjee, 1985
- Troglopedetes ruffoi Delamare Deboutteville, 1951
- Troglopedetes schalleri (Hüther, 1962)
- Troglopedetes tridentatus (Salmon, 1954)
- Troglopedetes vandeli Cassagnau & Delamare Deboutteville, 1955
- Troglopedetes vanharteni Barra, 2006

## Publication originale
- Absolon, 1907 : Zwei neue Collembolen-Gattungen. Entomologische Zeitung Wien, vol. 26, p. 335-343 (texte intégral).